# Kurkstempel Sint Willebrord
Het kurkstempel Sint Willebrord is een noodstempel dat na de opening van het hulppostkantoor van St. Willebrord op zondag 16 juli 1905 een paar dagen werd gebruikt omdat het officiële grootrondstempel nog niet was gearriveerd. Dit stempel was door kapelaan Bastiaansen vervaardigd. Er zijn stempelafdrukken bekend van 17, 19 en 20 juli. Hiervoor werd hetzelfde kurkstempel gebruikt, waarbij de cijfers van de datum werden vervangen. Pas op 20 juli werd het nieuwe grootrondstempel uit Den Haag verzonden, zodat dit uiterlijk 22 juli is aangekomen. Afstempelingen met dit noodstempel zijn uiterst zeldzaam. 